# Histoire des liants hydrocarbonés
 (mars 2025).
Motif : L’article est, en l'état, issu d'une seule source. Si le sujet en tant que tel peut à la limite répondre aux critères généraux de notoriété, il y aurait néanmoins lieu de développer d’abord Liant hydrocarboné.
- Archive Wikiwix
- Bing
- Cairn
- DuckDuckGo
- E. Universalis
- Gallica
- Google
- G. Books
- G. News
- G. Scholar
- Persée
- Qwant
- (zh) Baidu
- (ru) Yandex
- (wd) trouver des œuvres sur Wikidata

| 1. | Préciser le motif de la pose du bandeau. | Précisez le motif de la pose du bandeau en utilisant la syntaxe suivante : {{admissibilité à vérifier\|date=avril 2025\|motif=remplacez ce texte par le motif}}                                        |
| 2. | Informer les utilisateurs concernés.     | Pensez à avertir le créateur de l'article, par exemple, en insérant le code ci-dessous sur sa page de discussion : {{subst:avertissement admissibilité à vérifier\|Histoire des liants hydrocarbonés}} |

 (octobre 2019).
- Si vous ne connaissez pas le sujet, laissez ce bandeau (vous pouvez alors contacter les auteurs).
- Si vous supprimez le contenu mis en cause (vous pouvez préalablement contacter les auteurs),

argumentez précisément cette suppression dans la page de discussion
(un manque de référence n'est pas un argument ; une recherche réelle de référence doit avoir été effectuée, être formellement documentée).
L'histoire des liants hydrocarbonés est marquée par plusieurs avancées technologiques depuis le début du XXe siècle visant à améliorer l'efficacité des liant hydrocarboné. Les premiers bitumages des routes ont été suivis dans l'après-guerre par l'essor des bitumes purs pour le revêtement du réseau routier. Au cours des années 1970 sont apparus les bitumes polymères, offrant une plus grande rigidité aux enrobés. Les années 1980 ont vu l'introduction de bitumes modifiés et d'additifs, ainsi que le développement des bétons bitumineux minces pour les chaussées. Les années 1990 ont été caractérisées par l'émergence des bitumes spéciaux pour l'asphalte, ainsi que des enrobés colorés. Depuis les années 2000, les recherches se concentrent sur les enrobés économes en énergies.

## Années 1920: premiers bitumages des routes
La connaissance et l'utilisation du bitume remontent à l'Antiquité. Des recherches archéologiques ont confirmé que les peuples du Moyen-Orient exploitaient l'asphalte naturel il y a plus de 6 000 ans. Mais ce n'est qu'au XIXe siècle qu'apparurent les premiers trottoirs asphaltés dans Paris et en 1925 que commença l'emploi des produits bitumeux sur les routes françaises.

## Années 1950-1960: l’essor des bitumes purs
Le revêtement de la plus grande partie du réseau routier secondaire français remonte en fait aux années 1950.
Les recherches d'amélioration des propriétés des bitumes par modification de sa structure ou par l'ajout d'additif sont anciennes. Ainsi, par exemple, Bencovitz et Boe publiaient en 1938 déjà un article sur l'addition de soufre aux mélanges bitumineux.
Antérieurement à 1970, on relève à partir de la fin des années 1950, aux États-Unis, la réalisation d’enrobés avec du bitume modifié par des caoutchoucs incorporés sous forme de latex. Des opérations du même genre furent effectuées en Europe ; des expérimentations eurent ainsi lieu en France en 1966. Mais ces applications, souvent réalisées à titre d'essai (planches expérimentales), furent généralement considérées comme insuffisamment au point, onéreuses et non indispensables malgré l'essor important des travaux publics durant la décennie 60. Les travaux de construction routière furent réalisés à cette époque avec des bitumes purs.

## Années 1970: les bitumes polymères
Vers 1965, des brevets furent déposés pour promouvoir l'utilisation du soufre, additionné en quantités importantes dans le bitume ou dans les matériaux à enrober. Ces études furent reprises en 1973 au moment de la première crise pétrolière, à la suite de l'augmentation importante du prix du bitume à cette époque. Ceci permit de réaliser des enrobés présentant une assez forte rigidité à partir de granulats de qualité secondaire ; ce procédé ne se serait montré économiquement viable qu'avec un coût du soufre au minimum deux fois inférieur à celui du bitume, ce qui ne s'est pratiquement pas présenté.
Le développement significatif des liants modifiés ou comportant des additifs, avec des processus industrialisés et maîtrisés, peut être situé dans les années 1970. En Europe, et particulièrement en Allemagne, des applications d'enrobés au bitume polymère voient le jour au début des années 1970. En Autriche puis en Italie, apparaissent sur chaussée autoroutière de nouveaux revêtements bitumineux à base de polyéthylène introduit au niveau du malaxeur.
En France, la recherche de revêtements adaptés aux tabliers métalliques de ponts aboutit à la mise au point de liants polymères spéciaux avec une première mise en œuvre sur le viaduc de Caronte en 1972.

### Pour lutter contre le ressuage: les élastomères thermoplastiques
L'objectif d'amélioration de la sécurité sur les routes par le biais d'un accroissement de l'adhérence des couches de roulement allait être un élément important de stimulation des recherches à cette époque. Les enduits superficiels présentaient alors plusieurs défauts, celui de souvent ressuer (du fait de l'utilisation de bitumes mous du type 180/220 comme base), d'être fragiles l'hiver, de subir un vieillissement précoce, et surtout d'être généralement peu résistants à l'usure sous trafic lourd. Les recherches conduites par les laboratoires pétroliers et certains organismes comme le Laboratoire Central des Ponts et Chaussées permirent alors la mise au point de bitumes modifiés adaptés aux applications routières avec de nouveaux polymères, les élastomères thermoplastiques.

### Des chapes d’étanchéité résistantes aux variations de températures
Parallèlement, l'industrie de l'étanchéité s'intéressait également à l'apport des bitumes polymères, ici fortement modifiés : des bitumes élastomères de type SBS en France et en Allemagne, des bitumes plastomères principalement en Italie et en Belgique. Il s'agissait alors de constituer des chapes capables de suivre les mouvements de dilatation – contraction des isolants thermiques (nouvellement apparus dans cette industrie pour satisfaire aux besoins d'économie d'énergie) sur lesquels elles devaient reposer.

### Des systèmes monocouches plus économiques
Par ailleurs, les liants modifiés permettaient de constituer des systèmes monocouches (donc plus économiques) en substitution des systèmes multi-couches à base de bitumes oxydés. Après des recherches ayant débuté à la fin des années 1960, le passage progressif de l'industrie de l'étanchéité vers les liants modifiés s'est renforcé vers la fin des années 1970, entraînant du même coup une accélération de la mise au point de liants modifiés pour la route, d'abord pour les enduits dits « améliorés » comme vu précédemment puis pour les mélanges enrobés.

## Années 1980: les bitumes modifiés et les additifs
L'augmentation de l'agressivité du trafic routier et d'autre part les crises pétrolières de 1973 puis de 1979 ont constitué des facteurs essentiels du développement des liants modifiés. En effet, la recherche d'économies sur les travaux de construction (comme vu précédemment pour le bâtiment mais également dans le domaine routier) a conduit à rechercher des solutions innovantes en particulier dans le domaine de l'entretien des couches de roulement avec des revêtements d'épaisseur réduite (inférieure à 5 cm) et de plus grande durabilité.

### Les techniques minces
Le développement de bitumes modifiés par des polymères et de l'emploi d'additifs est intimement lié à la mise au point de nouvelles formules d'enrobés bitumineux de couches de surface en faible épaisseur, offrant de meilleures performances sur le plan de la qualité d'usage et de la durabilité.
C'est tout un ensemble de techniques de chaussée qui s'industrialisera dans les années 1980 :
- les bétons bitumineux minces ou BBM (3 à 4 cm) pour lesquels les bitumes modifiés ont permis l'utilisation sur des supports dégradés et déformables, ce qui n'était pas réalisable durablement avec un bitume pur.
- les bétons bitumineux très minces ou BBTM (2 à 3 cm) est issu de la recherche de solutions d'entretien de surface en couche la plus mince possible sur des chaussées neuves ou déjà renforcées et en bon état structurel, et adaptées à des trafics poids lourds élevés,
- les béton bitumineux ultra-minces ou BBUM (1 à 2 cm), ont suivi de près les BBTM, cette technique assurant en quelque sorte une transition entre les enduits superficiels et les revêtements en enrobés.

### Le splitt Mastix asphalt
L'utilisation, avec ces formules d'enrobés fortement discontinues, de liants modifiés et d'additifs, fibres en particulier (d'abord amiante, puis fibres végétales ou minérales) allait permettre d'accroître la teneur en liant sans ressuage, de donner la cohésion voulue au mélange et d'assurer l'imperméabilisation du support. Durant la même période, l'ajout de fibres allait permettre l'essor de la technique du Splitt Mastix Asphalt, en Allemagne puis dans d'autres pays.

### Les enrobés drainants
Bien que les premières réalisations d'enrobés drainants aient été faites avec des bitumes purs dans de nombreux pays et que les bitumes purs restent souvent employés pour cette application sous trafic modéré, l'emploi de bitume modifié (bitume-caoutchouc ou bitume polymère) s'est généralisé pour les chaussées fortement circulées et autoroutières.

### Les chapes d’étanchéité
Une autre application des liants modifiés est celle des membranes anti-fissures et des chapes d'étanchéité. Pour traiter les remontées de fissures qui sont apparues dans les chaussées dont les couches d’assises ont été traitées aux liants hydrauliques, construites essentiellement en Allemagne et en France.

### Les membranes
Les liants modifiés sont maintenant largement employés pour la constitution de couches intermédiaires minces et de membranes destinées à retarder la remontée des fissures du support à travers la nouvelle couche de surface. De même, les bitumes modifiés sont largement utilisés pour les chapes d'étanchéité d'ouvrages d'art du fait de leur aptitude à résister aux allongements élevés supportés par les revêtements de surface de ce type de construction.

## Années 1990: les bitumes spéciaux

### Les enrobés à module élevé (EME et BBME)
L’emploi de liants modifiés a aussi été envisagé en matériau d'assise de chaussée du fait de l'amélioration qu'ils apportent à la résistance en fatigue. Mais l'avantage économique recherché par une réduction sensible d'épaisseur a plutôt conduit à l'emploi de bitumes durs afin d'atteindre des modules de rigidité élevés. Ces bitumes dits « spéciaux » (de pénétration 10/20, 15/25, etc.) se sont avérés pour cette application plus économiques que les bitumes modifiés malgré la nécessité d'une teneur en liant forte pour assurer une bonne résistance en fatigue. Ils ont permis de constituer les Enrobés à Module Élevé (EME) et les Bétons Bitumineux à Module Élevé (BBME).
Enfin, les préoccupations d'orniérage de la couche de surface, face à un trafic poids lourd croissant et plus agressif ont amené l'invention et le développement, ces dernières années, de bitumes spéciaux de type multigrade, de pénétration semi-dure (40/60, 60/80...). Ces bitumes spéciaux présentent une moindre susceptibilité thermique que les bitumes purs de même pénétration à 25 °C, ils ont ainsi une rigidité plus grande aux températures élevées et une moindre fragilité aux basses températures que les bitumes purs durs.

### Les enrobés colorés
C'est également vers la fin des années 1980 que seront mis au point les liants de synthèse pigmentables permettant la réalisation de revêtements de chaussée de couleurs variées, ce qui apporte de nouvelles solutions pour les aménagements urbains et de sécurité.

## Années 2000: les enrobés économes en énergie
Dès 2000-2001, la tendance à la recherche d'enrobés économes en énergie apparaît :

### Les enrobés à l'émulsion
Les études débutent avec la réalisation de chantiers expérimentaux utilisant un procédé à l'émulsion de bitume. Ce type d'enrobés est en fait pour l'instant destiné à la réalisation de couches de roulement minces sur des chaussées de trafic faible à moyen. Son domaine standard
est l'utilisation en mono-couche de reprofilage ou de roulement avec une épaisseur moyenne de 3 à 4 cm. Il est caractérisé par des formulations en granulométrie 0/10. Son utilisation doit être quasi immédiate après la fabrication.

### Les enrobés tièdes
Les enrobés à basses températures ou enrobés tièdes sont fabriqués à une température de 125 °C, inférieure de 40 °C à la température classique de fabrication des enrobés. Ils sont étendus à la température de 120 °C et le compactage s'effectue à moins de 100 °C. Cette réduction de 40° entraîne une très forte réduction de toutes les émissions observées. Mais probablement qu'un abaissement de température plus important peut être recherché.